# Stockholm (1708)
Stockholm (68 kanoner) var ett svenskt linjeskepp, byggt 1708 av Charles Sheldon vid Karlskrona örlogsvarv. Deltog i sjötågen 1714–16, 1719–21 samt 1741 och 1757. Försålt 1781.